# Rathaus Barmen

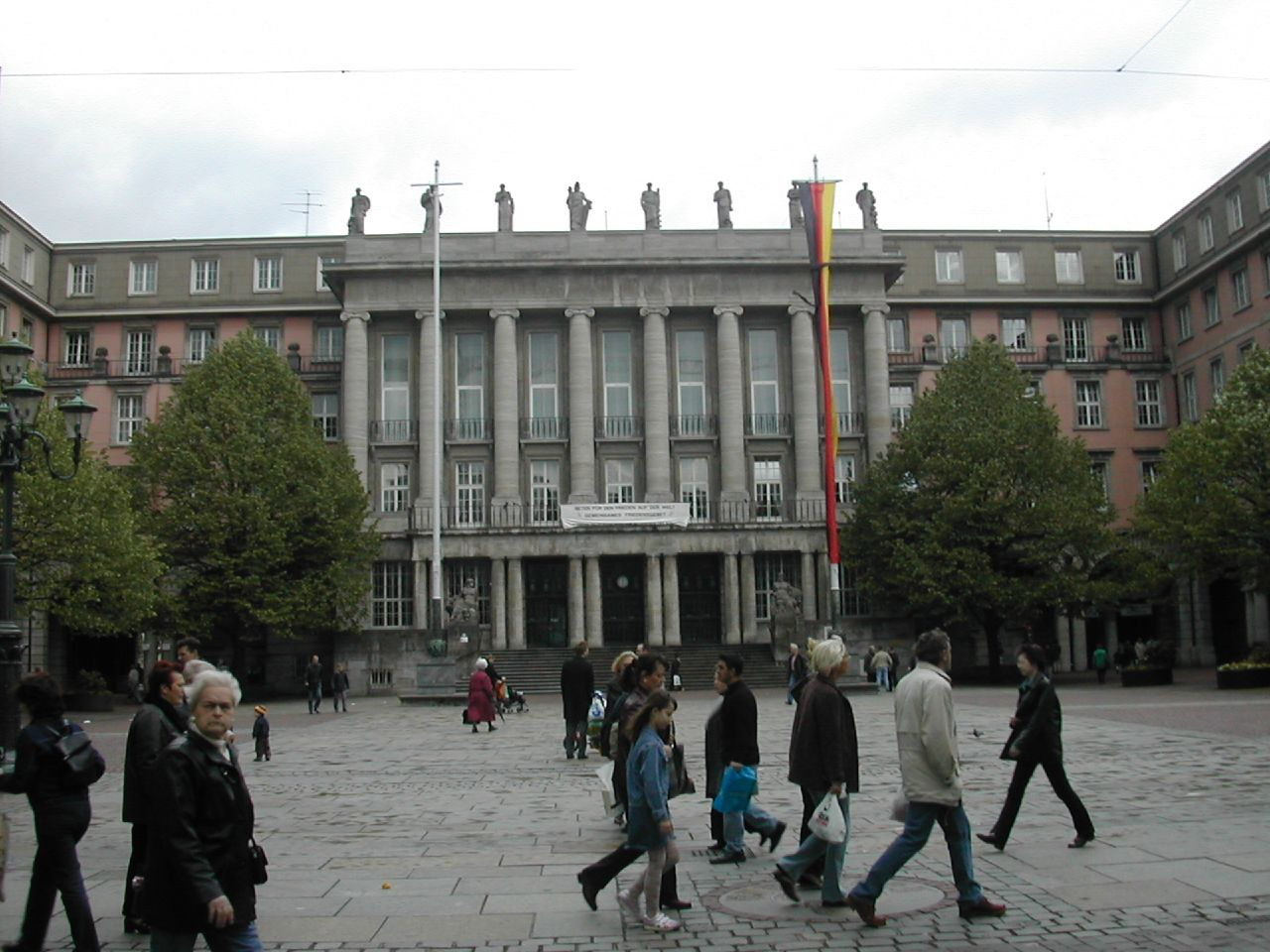
Eingangsportal am Johannes-Rau-Platz

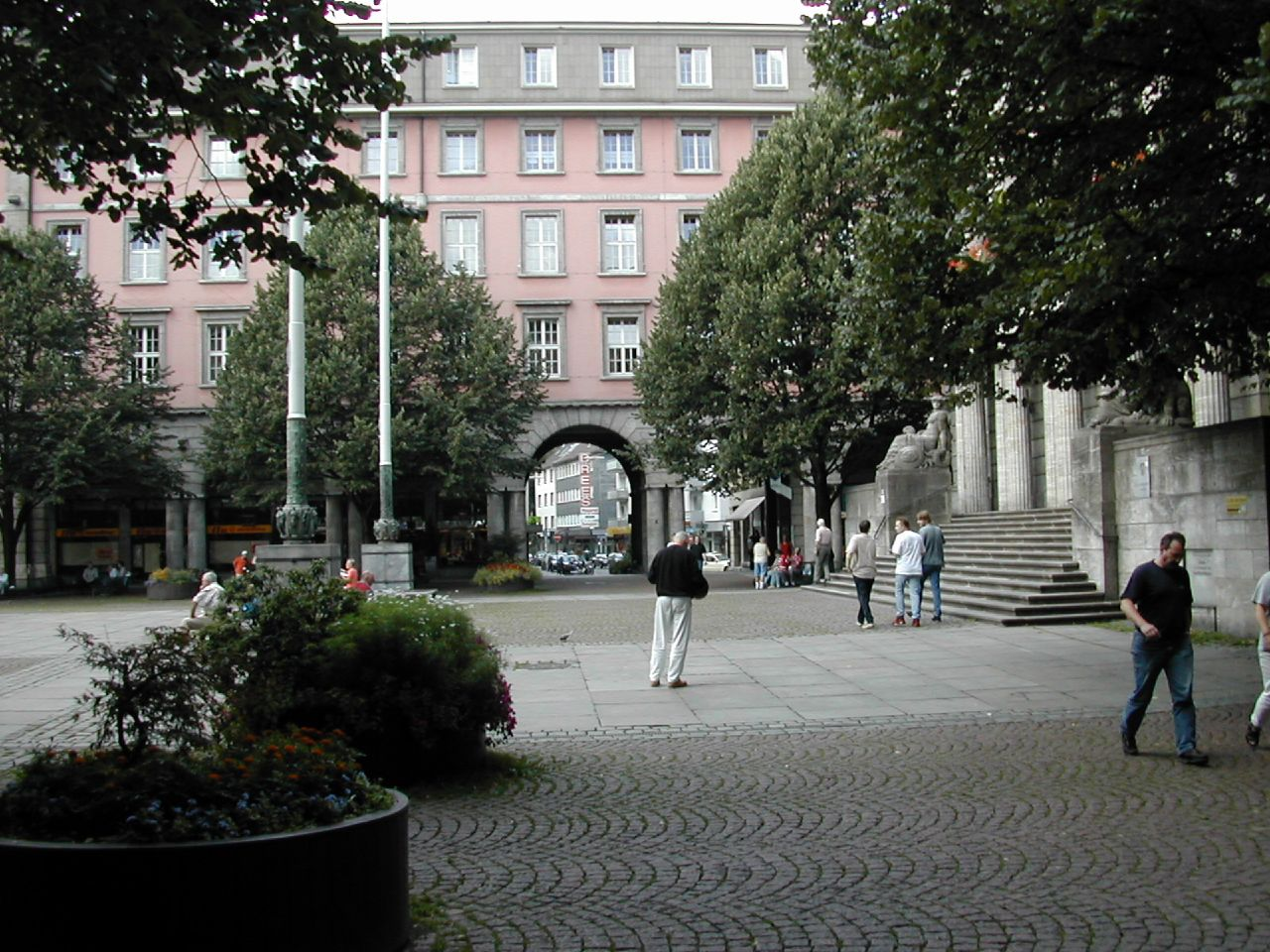
Westlicher Seitenflügel

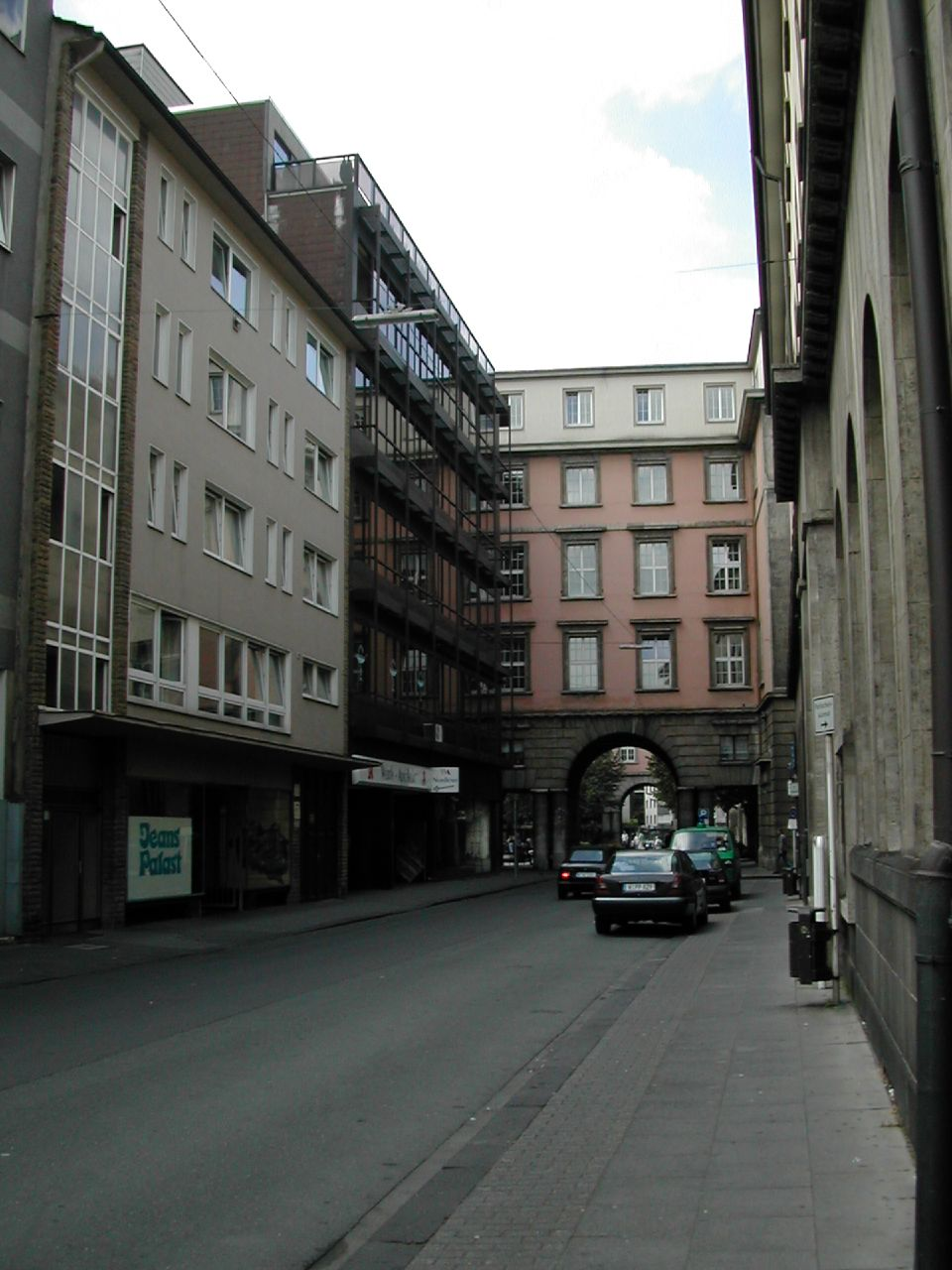
Östlicher Seitenflügel

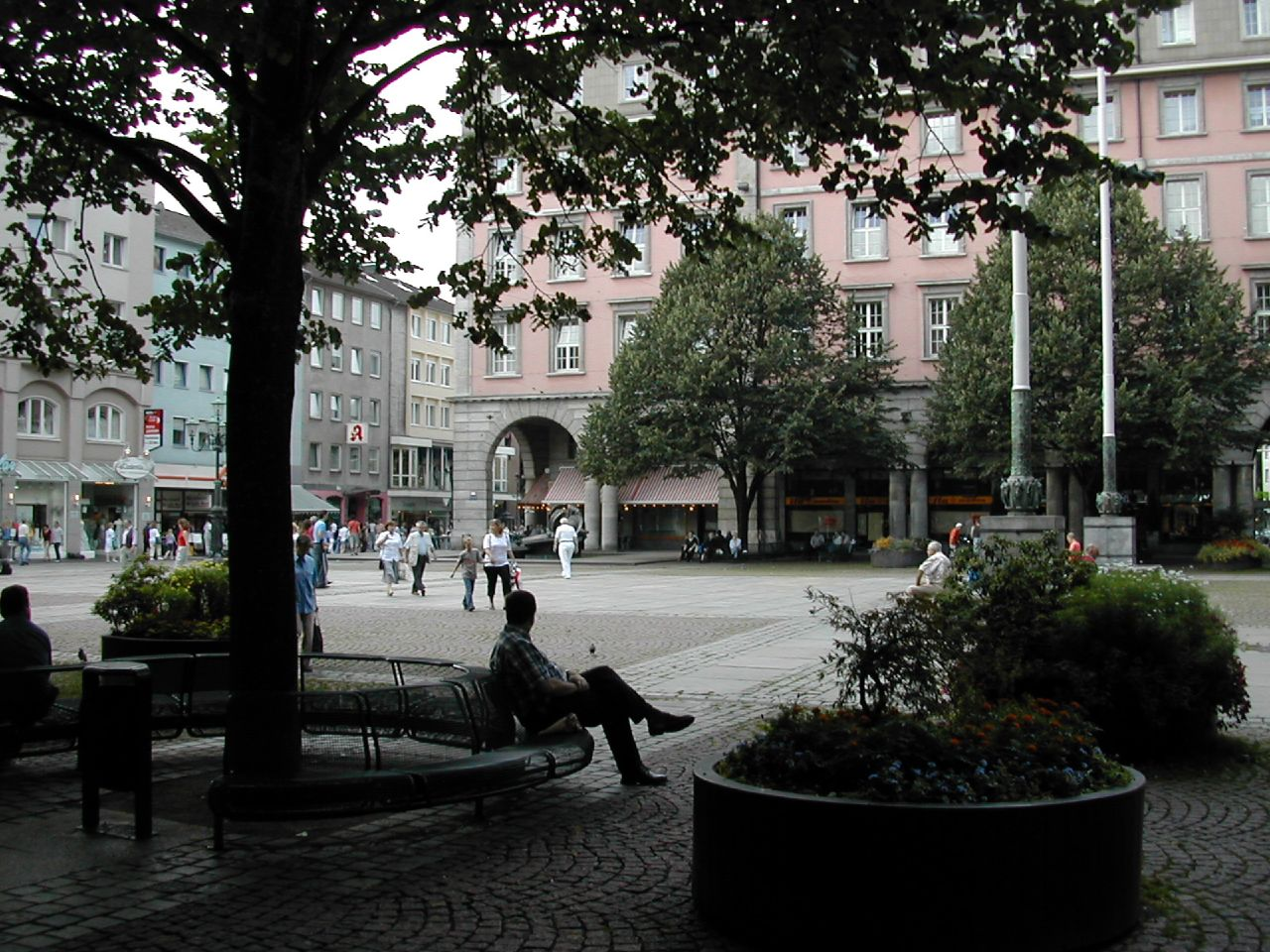
Westlicher Seitenflügel

Das Rathaus Barmen, auch Barmer Rathaus genannt, ist Sitz des Rates der Stadt Wuppertal und Hauptsitz der Stadtverwaltung.

## Lage
Das Rathaus befindet sich im Zentrum des Wuppertaler Ortsteils Barmen direkt am Werth, der Haupteinkaufsstraße in Barmen. Der von dem U-förmigen Hauptbau umschlossene Rathausplatz wurde 2006 kurz nach dem Tod des ehemaligen Wuppertaler Oberbürgermeisters, Ministerpräsidenten von Nordrhein-Westfalen und Bundespräsidenten Johannes Rau in Johannes-Rau-Platz umbenannt. Hier befindet sich das 1981 eingeweihte Bronzerelief „Das Tal der Wupper“ des Künstlers Bert Gerresheim und es finden Veranstaltungen wie unter anderem Barmen Live und der Barmer Weihnachtsmarkt statt.
Die Adresse lautet jetzt Johannes-Rau-Platz 1.
Das Rathaus ist von den Schwebebahnhaltestellen und Bushaltestellen Alter Markt und Werther Brücke sowie den Bushaltestellen Concordienstraße / Rathaus und Heubruch fußläufig zu erreichen. Hinter dem Rathaus befinden sich eine Tiefgarage und ein Parkplatz, auf dem auch Wochenmärkte stattfinden.

## Geschichte und heutige Nutzung
Die Grundsteinlegung erfolgte bereits im Jahre 1908 anlässlich der 100-Jahr-Feier der Ernennung Barmens zur Stadt. Es ersetzte das mittlerweile zu kleine Amtshaus Barmen, das den Erfordernissen der seinerzeit prosperierenden Großstadt Barmen nicht mehr gewachsen war und 1913 abgerissen wurde.
Ein weiterer Grund für den Neubau war, dass man mit der benachbarten Großstadt Elberfeld, die im Jahre 1900 das „neue“ Elberfelder Rathaus als repräsentatives Statussymbol einweihte, gleichziehen bzw. diese übertrumpfen wollte. Es sollte dieses an Größe und Aussehen übertreffen. Unter anderem war geplant, hinter dem Hauptgebäude einen etwa 110 Meter hohen Büroturm zu errichten, der seinerzeit wohl eines der ersten Hochhäuser in Deutschland gewesen wäre. Der Beginn des Ersten Weltkriegs sowie die hieraus resultierenden finanziellen Probleme der Stadt Barmen führten zu einer Verzögerung der Fertigstellung des Baus sowie zu der Realisierung einer lediglich „abgespeckten“ Variante ohne Errichtung des Büroturms. Der 1913 nach den Plänen des Architekten Karl Roth begonnene Bau konnte somit erst 1921 fertiggestellt werden und wurde am 25. April 1921 eingeweiht.
Da das Rathaus Barmen größer war als das von Elberfeld, wurde es 1929 bei der Fusion von Barmen, Elberfeld und weiteren ehemals selbständigen Städten zum offiziellen Rathaus der neu gegründeten Stadt Wuppertal und ist seitdem der Hauptsitz der Stadtverwaltung sowie Amtssitz des Oberbürgermeisters und Tagungsort des Stadtrates.
Im Kriegsjahr 1943 wurde das Rathaus durch alliierte Bombenangriffe stark zerstört und brannte bis auf die Grundmauern nieder. Der Wiederaufbau erfolgte in den Jahren 1948 bis 1958. In der Zwischenzeit waren überwiegende Teile der Kommunalverwaltung übergangsweise im Gebäude des heutigen Polizeipräsidiums an der Friedrich-Engels-Allee untergebracht.

## Gebäude

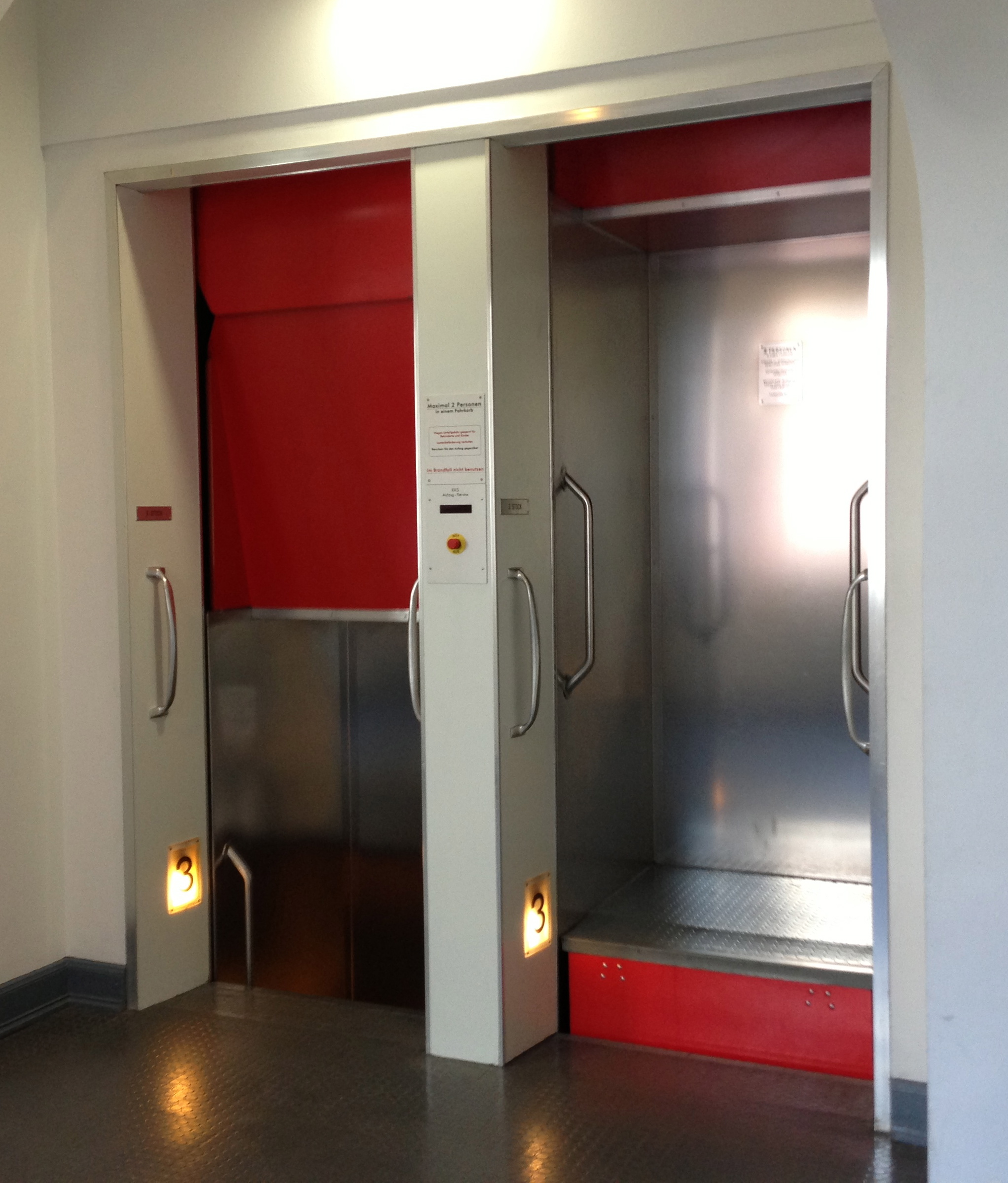
Der öffentliche Paternosteraufzug des Barmer Rathauses

Der im neoklassizistischen Stil errichtete Bau besteht im Wesentlichen aus einem dreiflügeligen Gebäude und hat die Form von einem „U“, das den Johannes-Rau-Platz von drei Seiten umgibt.
Er besitzt neben dem hoch gelegenen Erdgeschoss vier Vollgeschosse, von denen das oberste als Staffelgeschoss teilweise etwas hinter der Fassade zurückversetzt liegt. Die Fassade besitzt, von den mit Sandstein verblendeten Bereichen abgesehen, einen dezent rosa gestrichenen Außenputz. An den beiden Seitenflügeln befinden sich Arkadengänge mit Geschäften.
Der Haupteingang ist über eine Freitreppe zu erreichen. Über dem Eingang stehen acht aus grauem Sandstein errichtete und von Statuen gekrönte Säulen, hinter denen sich der Ratssaal befindet. Das ursprüngliche Satteldach wurde beim Wiederaufbau nicht mehr rekonstrukturiert; heute besitzt das oberste Staffelgeschoss ein leicht angeschrägtes Flachdach.
Hinter dem Rathaus wurde in den 1980er Jahren zur Erweiterung der Bürofläche ein mehreckiger, fünfgeschossiger Neubau errichtet, in dem heute die technischen Dienststellen untergebracht sind. Dieser Anbau ist, ebenso wie die in einem nördlich gelegenen Verwaltungsgebäude befindliche Stadtkasse, durch einen überdachten Brückenbau mit dem Hauptgebäude verbunden. In einem dritten Anbau befindet sich die Datenverarbeitung.
Im Hauptgebäude befinden sich ein offenes Treppenhaus, ein Paternosteraufzug sowie ein behindertengerechter Fahrstuhl.